# Enrique Estevan y Vicente
Enrique Estevan y Vicente (ur. w 1849 w Salamance, zm. 27 stycznia 1927 w Madrycie) – hiszpański malarz i ilustrator.
Studiował na Królewskiej Akademii Sztuk Pięknych św. Ferdynanda w Madrycie. Brał udział w wielu edycjach Krajowej Wystawy Sztuk Pięknych. W 1892 przedstawił obraz Antes de una cita, w 1871 Pogrzeb Crisóstoma, w 1887 El primer balazo, za który otrzymał III medal.
Był zwolennikiem i protegowanym Karola Burbona, dla którego namalował obrazy Acción de Montejurra i San Pedro Abanto. Miał także dobre relacje z królem Alfonsem XII, który kupił od niego obraz Atelier Goi i odznaczył go Orderem Karola III.